# بربري (غنم)
بربري (الاسم العلمي: Barbarine) هي سلالة خرفان تتواجد أساسا على الحدود الجزائرية التونسية في العرق الشرقي الكبير (واد الصوف).

تربط هذه السلالة بالبربري التونسي (علوش عربي)، الذي هو بدوره يربط بالنجدي الشرق أوسطي والنجدي الآسيوي.

## الأوصاف
- اللون: جسمه أبيض، بينما رأسه وأرجله بنية أو سوداء.
- الصوف: يغطي كامل الجسد ما عدا الرأس، مع فتيلة مربع.
- الوزن: 45 كغ للكبش، و37 كغ للنعجة.
- القرون: موجودة لدى الذكور، ولا توجد لدى الإناث.
- الذيل: من 1 إلى 2 كغ، ومن 3 إلى 4 كغ بعد التسمين.

## الاستعمال
هذه السلالة موجهة أساسا للاستخدام أثناء عيد الأضحى الذي يحتفل به المسلمون. لديها قوة ملحوظة في الجهاز الهضمي الشيء الذي يمكن من التسمين السريع. تتكيف هذه السلالة بسرعة مع المناخ الجاف والحار والصحراوي. يمكنها العيش في المراعي الفقيرة المتواجدة بين كثبان العرق الشرقي الكبير.

## روابط خارجية
- سنية بالضياف الرمضاني، منور الجمالي، أبينا بلو، « Inventaire des différents écotypes de la race Barbarine en Tunisie »، موقع Animal Genetic Resources Information، العدد 43، الصفحات 41-47، 2008 (النص كاملا)